# Andreas Schmeling
Andreas Schmeling (* 30. Oktober 1968 in Königs Wusterhausen) ist ein deutscher Rechtsmediziner; er arbeitet am Universitätsklinikum Münster.

## Ausbildung und Beruf
Nach seinem Abitur studierte Schmeling zunächst Skandinavistik an der Universität Oslo dann auch Medizin an der Humboldt-Universität Berlin. In beiden Fächern erreichte er 1997 einen Abschluss: Den M. A. in Skandinavistik mit einer Arbeit über Sigurd Hoel an der Freien Universität Berlin, den Dr. med. mit einer Arbeit zum Einfluss einer Lebertransplantation auf den Phänotyp polymorpher Plasmamoleküle an der Humboldt-Universität.
2003 erhielt er die Anerkennung als Arzt für Rechtsmedizin, 2004 habilitierte er sich an der neu gegründeten Medizinischen Fakultät der Charité. Seit 2008 ist er stellvertretender Direktor des rechtsmedizinischen Instituts des Universitätsklinikums Münster, seit 2010 zugleich außerplanmäßiger Professor der Westfälischen Wilhelms-Universität.

## Forschungsinteressen
Der Schwerpunkt von Schmelings Forschungsinteressen liegt auf der Altersbestimmung lebender Personen, mit der er sich schon in seiner Habilitationsschrift beschäftigt hat.

## Auszeichnungen
- 2004: Konrad-Händel-Preis.